# Onthophagus grataehelenae
Onthophagus grataehelenae là một loài bọ cánh cứng trong họ Bọ hung (Scarabaeidae).